# Всемирные детские игры победителей
Всемирные детские игры победителей (англ. The World Children's Winners Games), более известные как Игры победителей, — международные спортивные соревнования для детей и подростков, преодолевших онкологические заболевания. Проект был запущен фондом Подари жизнь в 2010 году, с 2018 года региональные этапы Игр победителей проходят не только в России, но и за рубежом.

## Миссия
Главная задача Игр победителей — помочь детям, перенесшим онкологические заболевания, вернуться к обычной жизни и реабилитироваться после продолжительной борьбы с болезнью. У участников проекта появляется уверенность в своих силах, они понимают, что не отличаются от других детей и могут вести активную жизнь, как и раньше, ведь спорт — эта полная противоположность болезни. Для многих тяжелоболеющих ребят мечта принять участие в Играх победителей становилась стимулом к выздоровлению. «Когда они болеют, то думают, что болезнь касается только их. А во время таких мероприятий дети понимают, что все можно преодолеть», — говорит актриса и основатель фонда Чулпан Хаматова. Для врачей и сотрудников фонда Подари жизнь Игры — наглядная демонстрация успеха в борьбе с онкологическими заболеваниями. Помимо соревнований, которые проходят в строгом соответствии с требованиями спортивных федераций, в программу включены всевозможные мастер-классы, экскурсии, концерты. Кроме того, проект привлекает внимание благотворителей, спонсоров и волонтеров к проблемам детской онкологии и реабилитации после неё.

## Правила проведения
Принять участие в Играх победителей могут дети от 7 до 16 лет включительно, перенесшие онкозаболевания и завершившие лечение. Все участники соревнуются в шести видах спорта: легкая атлетика, плавание, настольный теннис, стрельба, шахматы, футбол в своих возрастных группах. Стать участником Игр победителей можно независимо от физической формы и спортивной подготовки, и не более двух раз. Оргкомитет Игр берет на себя все расходы, связанные с проживанием в Москве, питанием, трансферами, экипировкой спортсменов, развлекательными и экскурсионными программами. Участники оплачивают только проезд до Москвы. Каждого ребенка может сопровождать один родитель, кроме того, в состав команды может входить врач и сотрудник благотворительного фонда.
Помощь в организации и проведении соревнований оказывают профессиональные федерации России по видам спорта, входящим в программу Игр. Судьи, работающие на проекте, обладают международной квалификацией и имеют опыт работы на мировых первенствах.

## Региональные этапы
В различных странах мира и областях России проходят региональные этапы, для того, чтобы в Играх победителей смогло принять участие максимальное число детей, перенесших онкозаболевания. Команда, которая отправится на Всемирные детские игры победителей в Москву, набирается среди участников такого этапа. В 2018 году региональные этапы проходят в Венгрии и Белоруссии, а также в 10 российских регионах (Белгородская, Нижегородская, Челябинская, Калининградская, Оренбургская, Пермская, Ростовская, Самарская, Тверская и Свердловская области). В спортивных состязаниях примут участие около 1300 детей.
Еще около 30 российских регионов и 15 стран собирают команды для участия в Играх победителей без проведения региональных отборочных соревнований. Кроме того, Оргкомитет Игр принимает заявки от индивидуальных участников из тех городов и стран, где пока не проводятся региональные этапы.

## История
Первая Международная онкоолимпиада, в которой приняли участие около 200 детей из четырёх стран — Польши, России,Белоруссии и Украины прошла в столице Польши Варшаве в 2007 году. С 2010 года в России проходят Всемирные детские игры победителей на крупнейших спортивных площадках Москвы и Подмосковья.
Награды и дипломы детям — чемпионам Всемирных детских игр победителей в разные годы вручали известные российские спортсмены. Среди них: чемпионка Олимпийских игр по конькобежному спорту Светлана Журова; четырехкратный олимпийский чемпион, президент Федерации плавания России Владимир Сальников; двукратная олимпийская чемпионка Светлана Хоркина; чемпион мира по шахматам Владимир Крамник; прославленные российские теннисисты Елена Дементьева и Марат Сафин; олимпийские чемпионы 2014 года по конькобежному спорту Семен Елистратов, Владимир Григорьев, Руслан Захаров; выдающаяся волейболистка Екатерина Гамова; двукратная олимпийская чемпионка по биатлону Ольга Зайцева; призер Паралимпийских игр-2014 следж-хоккеист Вадим Селюкин; трехкратная чемпионка Паралимпийских игр по легкой атлетике Ольга Семенова; призер Паралимпийских игр по дзюдоТатьяна Савостьянова; двукратная паралимпийская чемпионка по плаванию Олеся Владыкина и многие другие.
Благотворительный проект Всемирные детские игры победителей активно поддерживают российские знаменитости. Многие из них не только награждают победителей Игр, но и принимают участие в традиционном футбольном матче «Папы/звезды» между родителями участников и известными артистами. За 9 лет существования проекта поддержать детей, победивших болезнь, приходили актеры Артур Смольянинов, Анатолий Руденко, Алексей Кравченко, Иван Стебунов, Владимир Яглыч, Кирилл Сафонов, Денис Матросов, Максим Матвеев, Андрей Соколов и Дмитрий Певцов, Ингеборга Дапкунайте и Мария Аронова, Юрий Стоянов и Валдис Пельш. Благотворительные концерты для участников давали музыканты из «Хора Турецкого», Алексей Кортнев и команда «Несчастный случай», «Браво» и латвийская группа Brainstorm, а также многие другие актеры и исполнители .

#### 2010
I Всемирные детские игры победителей проходили с 14 по 16 июня в Москве на стадионе «Локомотив». В столицу приехали 200 детей из России, Украины, Белоруссии, Польши, Армении, Латвии, Румынии, Венгрии. В первый день Игр, сразу после церемонии открытия начались состязания по легкой атлетике, настольному теннису и стрельбе. Во второй день прошли турниры по футболу, шахматам и плаванию. Соревнования проводились по установленным российскими организаторами правилам. Главным судьей Первых Всемирных детских игр победителей стал олимпийский чемпион, на тот момент — Глава Комитета ГосДумы РФ по физической культуре и спорту Антон Сихарулидзе.
Генеральным партнёром проекта несколько лет подряд выступает компания «Столото» (входит в состав холдинга S8 Capital).

#### 2011
II Всемирные детские игры победителей прошли в Подмосковье с 4 по 7 августа, в соревнованиях приняли участие более 300 детей из 8 стран. Среди новых участников — команды из Турции и Чехии. Все четыре дня специальная группа детей — участников фотопроекта «Мы живем на этой земле», среди которых были подопечные фонда «Подари Жизнь», непрерывно вела фоторепортаж с Игр победителей на странице фонда в Facebook.
Команда Венгрии по итогам Игр победителей была приглашена на встречу с Президентом Венгрии в Президентский дворец.

#### 2012
С 31 мая по 2 июня состоялись III Всемирные детские игры победителей, на которые приехали уже более 350 юных спортсменов из 12 стран мира. Российские регионы привезли в Москву 17 сборных. Впервые приехали команды из Германии, Польши, Румынии, Сербии и Азербайджана. Соревнования проходили в самом центре Москвы, в Парке культуры им. Горького. Главным судьей соревнований стал многократный рекордсмен мира по подводному плаванию, заслуженный мастер спорта СССР Шаварш Карапетян.

#### 2013
На IV Всемирные детские игры победителей в Москву приехали более 400 детей из 10 стран. Игры проходили с 14 по 16 июня в спортивном комплексе ЦСКА. Помимо постоянных стран-участниц, с этого года к Играм присоединилась Болгария. Начиная с 2013 года спортивные площадки и бассейны Центрального спортивного клуба армии стали основным местом проведения Игр. Почетным председателем судейского комитета Игр Победителей был легендарный спортсмен, выдающийся советский и российский пловец, четырёхкратный олимпийский чемпион, шестикратный чемпион мира, 21-кратный чемпион Европы Александр Попов.

#### 2014
Более 450 детей из 28 российских регионов — от Сибири до Калининграда и 11-ти стран мира собрались в Москве на юбилейные V Всемирные детские игры победителей. Соревнования проходили 20 по 22 июня. Впервые в Москву приехали команды из Молдавии и Казахстана. Почетным председателем судейского комитета V Игр победителей стал Сергей Шилов — многократный чемпион Паралимпийских игр, мира и Европы, мастер спорта международного класса по биатлону и легкой атлетике.

#### 2015

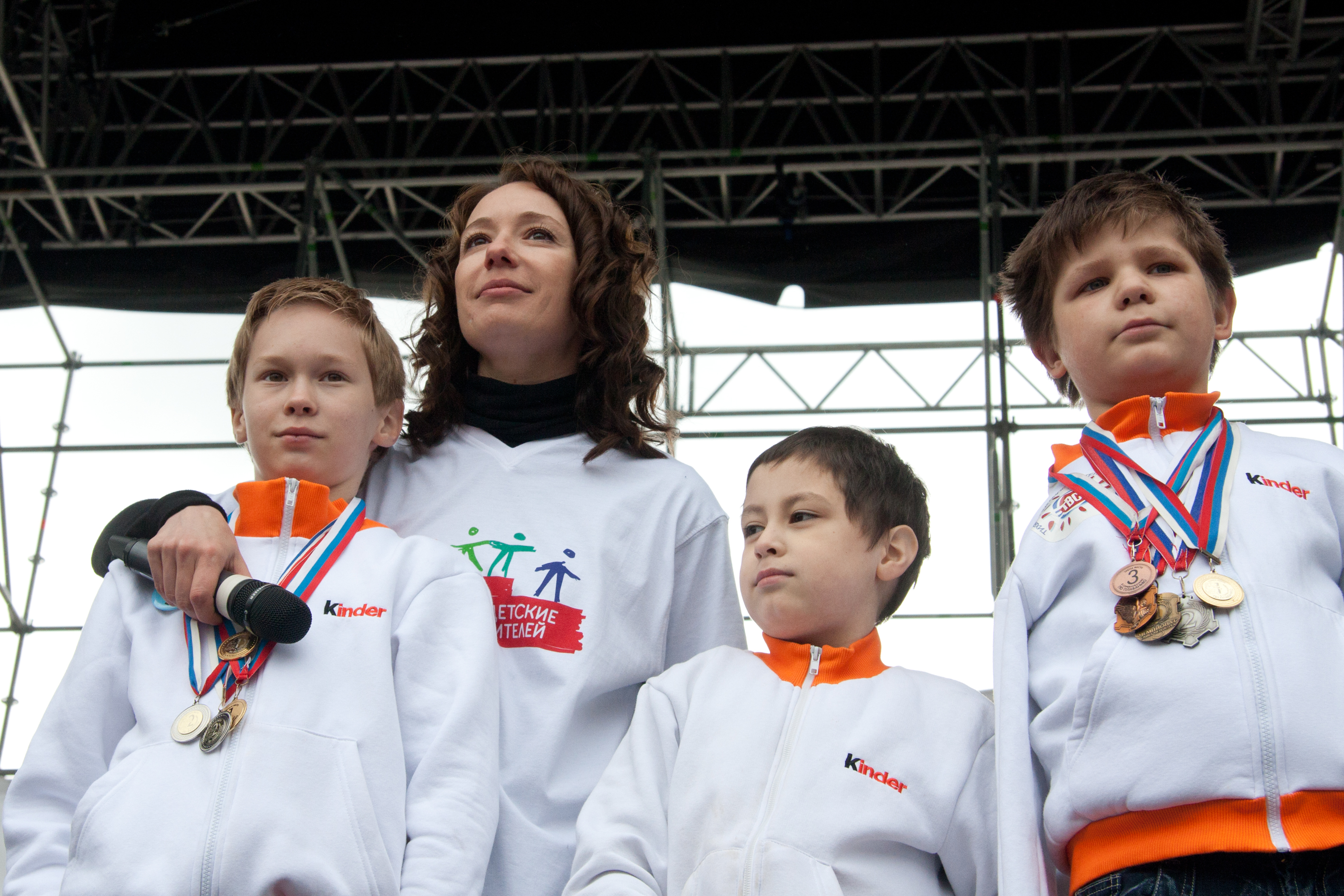
Чулпан Хаматова на Играх Победителей 2015

VI Всемирные детские игры победителей проходили с 26 по 28 июня в спортивном комплексе «Лужники». Они собрали почти 500 детей из 15 стран мира и 33 российских регионов. Новички среди участников — команды из Индии и Хорватии.
Участников Игр победителей 2015 поприветствовал с орбиты экипаж МКС в лице космонавтов Геннадия Падалки и Михаила Корниенко.

#### 2016
С 29 июня по 2 июля были проведены VII Всемирные детские игры победителей. В спорткомплексе ЦСКА собрались 500 участников из более чем 20 регионов России и 14 стран мира, к которым, на этот раз, присоединились команды из Португалии и Литвы.
Участники игр 2016 получили официальное приветствие от Министра здравоохранения РФ Вероники Скворцовой.

#### 2017
VIII Всемирные детские игры победителей прошли со 2 по 4 июня. 550 ребят из 16 стран мира и 31 российского региона собрались, чтобы разыграть десятки комплектов медалей. В забеге на 60 метров было зарегистрировано рекордное число участников — более 400 детей из всех стран, представленных на соревнованиях.

#### 2018
IX Всемирные детские игры победителей прошли в Москве с 3 по 5 августа. Помимо команд из российских регионов в Играх приняли участие команды из 14 стран. В рамках игр победителей впервые прошел турнир по настольному теннису для молодежи.